# 倫伯河
46°45′43″N 6°53′34″E / 46.76194°N 6.89278°E
倫伯河是瑞士的河流，位於該國西部，流經弗里堡州和沃州，屬於布羅耶河的左支流，河道全長14公里，流域面積27平方公里，發源自蒂耶朗附近。